# Alfa (телевизия)
Вижте пояснителната страница за други значения на Алфа.
Алфа (или alfa) е бивш български телевизионен канал, собственост на фондация Алфа. Излъчва предимно обществена и политическа програма.

## История
Каналът започва излъчване с двумесечно забавяне след няколко отказа за регистрация от Съвета за електронни медии. Телевизията е собственост на политическа партия Атака в периода 2009 – 2018 г., която обявява старта на собствена телевизия след оттеглянето на подкрепата от телевизия СКАТ, която излъчва предавания на партията. През 2012 г. се завръща на екран дискусионното студио на Волен Сидеров – Атака, което до 2009 г. се излъчва от СКАТ. На 15 октомври 2018 г. каналът спира излъчване, като излъчва единствено надпис „Телевизия Алфа спря. Питайте правителството защо“. В рамките на два дни предаванията са възстановени. От 2019 г. собствеността е прехвърлена на фондация Алфа. На 3 ноември 2022 г. каналът за кратко спира излъчване заради неплатени сметки, като седмица по-късно излъчването е възстановено. Въпреки няколко опита да се върне сигнала, Волен Сидеров качва видеоклипове в YouTube.
На 3 юни 2024 г. сигналът на телевизията спира, след като екипът обявява напускане поради неизплатени заплати. От август 2024 г. телевизията предава отново, макар и само в мрежата на Виваком (до 30 октомври 2024 г.) и няколко кабелни оператора. Въпреки няколкото опита да се възстанови, телевизията спира излъчване напълно, а в публичното пространство се появяват твърдения, че тя се продава. Каналът бе закрит на 1 ноември 2024 г.

## Предавания
- Документални филми
- Коментар Свобода с Волен Сидеров